# Sudans befrielserörelse
Sudans befrielserörelse, ḥarakat taḥrīr as-Sūdan (حركة تحرير السودان) var en rebellgrupp i Darfur, bildad i februari 2003 under namnet Darfurs befrielsefront, för att bekämpa den sudanesiska regeringen och deras allierade i janjaweedmilisen. Namnet Sudans befrielserörelse antogs den 14 mars samma år.
Rörelsen har idag splittrats i flera konkurrerande grupper under ledning av:
- Abdul Wahid Mohamed Ahmed al-Nour
- Ahmed Abdulshafi Bassey
- Minni Arcua Minnawi

Den sistnämnde har ingått ett fredsavtal med regeringen i Sudan, som de andra grupperna dock fortsatt bekämpar.